# حسن محمود (سياسي)
حسن محمود (بالبنغالية: হাছান মাহমুদ)‏ هو سياسي بنغلاديشي وباكستاني، ولد في 5 يونيو 1963. حزبياً، نشط في رابطة عوامي.

## مناصب
- انتخب عضو مجلس الأمة البنغلاديشي [الإنجليزية]‏ (5 يناير 2014 – ).
- انتخب عضو الدورة العاشرة لمجلس الأمة البنغلاديشي ‏.
- انتخب عضو الدورة التاسعة لمجلس الأمة البنغلاديشي وقد انضم خلال فترته النيابية  للكتلة البرلمانية رابطة عوامي.
- انتخب عضو الدورة العاشرة لمجلس الأمة البنغلاديشي ‏ عن دائرة Chittagong-7 [الإنجليزية]‏ وقد انضم خلال فترته النيابية  [لغات أخرى]‏  للكتلة البرلمانية رابطة عوامي.
- انتخب عضو مجلس الأمة البنغلاديشي [الإنجليزية]‏.